# Географія В'єтнаму
В'єтнам — південносхідноазійська країна, що знаходиться на південно-східному краї континенту . Загальна площа країни 331 210 км² (66-те місце у світі), з яких на суходіл припадає 310 070 км², а на поверхню внутрішніх вод — 21 140 км². Площа країни вдвічі менша за площу України. 

## Назва
Офіційна назва — Соціалістична Республіка В'єтнам, В'єтнам, СРВ (в'єт. Cong Hoa Xa Hoi Chu Nghia Viet Nam, Viet Nam). Назва країни перекладається з в'єтнамської як Земля південних в'єтів. Це калька з китайського топоніму Юенань, де «юе» — китайська назва в'єтів, а «нань» — південь. Первісна, до н. е., область розселення в'єтів включала північну частину басейну річки Сіцзян (сучасний Південний Китай), звідки вони прибережними низовинами поступово просувались на південь. Вперше назву В'єтнам вжив середньовічний поет XVI століття, Нгуєн Бінь Кхієм у своїй книзі «Пророцтва Чанг Чиня», коли написав «І був утворений В'єтнам». Цю назву було вигравійовано на різних 12 стелах XVI—XVII століть, зокрема в пагоді Бао Лам в Хайфоні. У 1804–1813 роках імператор Зя Лонг використовував слово В'єтнам в офіційних документах. Однак до 1945 року країна називалася зазвичай Аннам, коли її назву було офіційно змінено імператором Бао Даєм.

## Географічне положення
В'єтнам — південносхідноазійська країна, що межує з трьома іншими країнами: на півночі — з Китаєм (спільний кордон — 1297 км), на заході — з Лаосом (2161 км) і Камбоджею (1158 км). Загальна довжина державного кордону — 4616 км. Територія В'єтнаму видовжена в меридіональному напрямі, відстань між крайніми північною і південною точками близько 1750 км, а в широтному напрямі її протяжність від 616 км на півночі, від Монгкая до лаоського кордону, до 46,5 км в центральній частині, в області Чунгбо. В'єтнам на північному сході омивається водами Тонкінської затоки, на сході — безпосередньо водами Південнокитайського моря, на південному заході — Сіамської затоки Тихого океану. Загальна довжина морського узбережжя, що нагадує латинську букву S, 3444 км (без довжини узбережжя численних прибережних островів).

Карта В'єтнаму від ООН (англ.)Карта В'єтнаму від ООН (англ.)
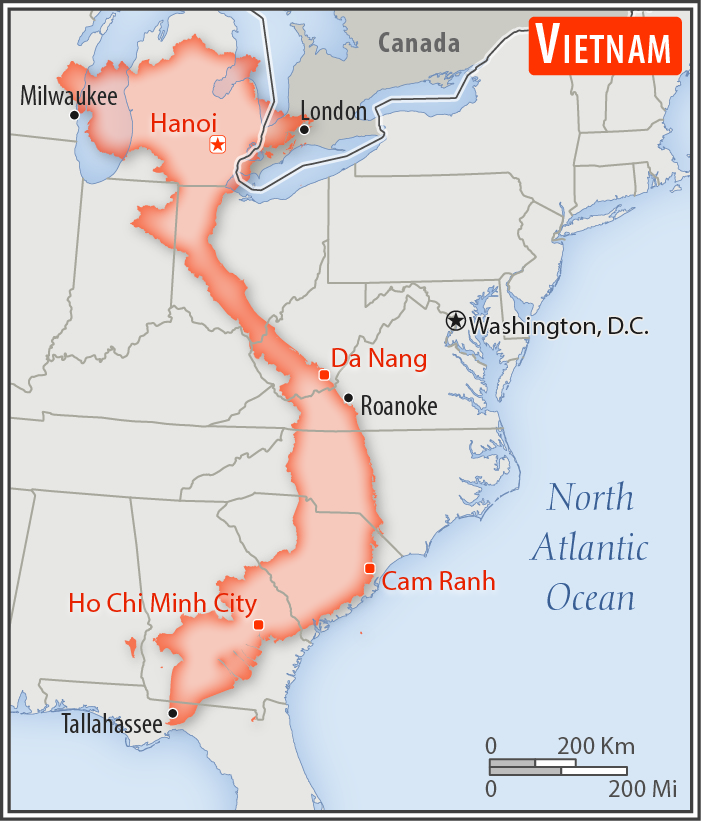
Порівняння розмірів території В'єтнаму та США
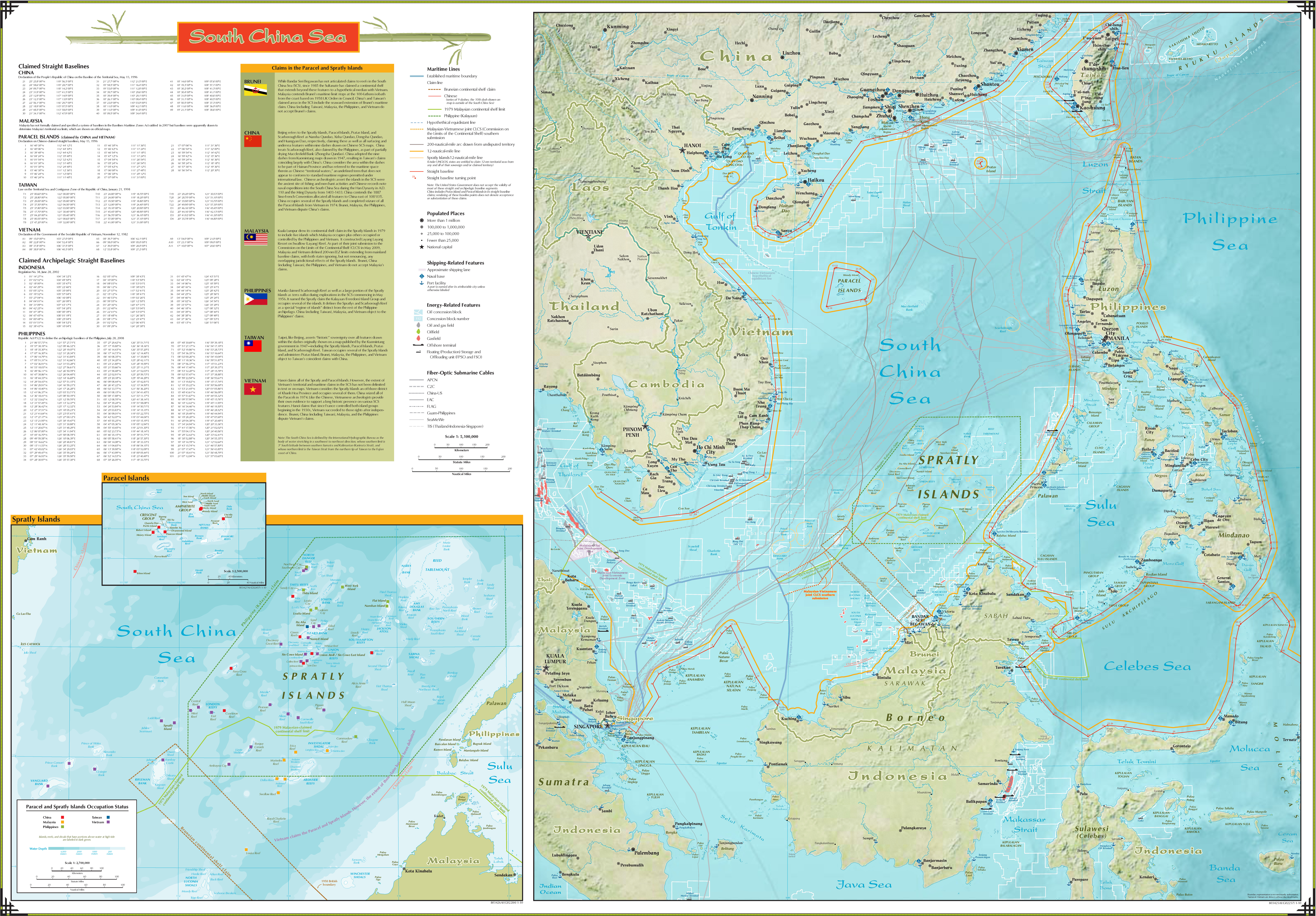
Територіальні претензії країн у Південнокитайському морі

Згідно з Конвенцією Організації Об'єднаних Націй з морського права (UNCLOS) 1982 року, протяжність територіальних вод країни встановлено в 12 морських миль (22,2 км). Прилегла зона, що примикає до територіальних вод, в якій держава може здійснювати контроль необхідний для запобігання порушень митних, фіскальних, імміграційних або санітарних законів простягається на 24 морські милі (44,4 км) від узбережжя (стаття 33). Виключна економічна зона встановлена на відстань 200 морських миль (370,4 км) від узбережжя. Континентальний шельф — 200 морських миль (370,4 км) від узбережжя, або до континентальної брівки (стаття 76).

### Час
Час у В'єтнамі: UTC+7 (+5 годин різниці часу з Києвом).

## Геологія

### Корисні копалини
Надра В'єтнаму багаті на ряд корисних копалин: фосфати, кам'яне вугілля, марганець, рідкісноземельні елементи, боксити, хромати, нафту, природний газ.

## Рельєф
Більше ¾ території країни займають гори, плато і плоскогір'я висотою до 3143 м. На узбережжі — низовини, головним чином в дельтах річки Хонгха на півночі і Меконг — на півдні. Середні висоти — 398 м; найнижча точка — рівень вод Південнокитайського моря (0 м); найвища точка — гора Фаншипан (3144 м).

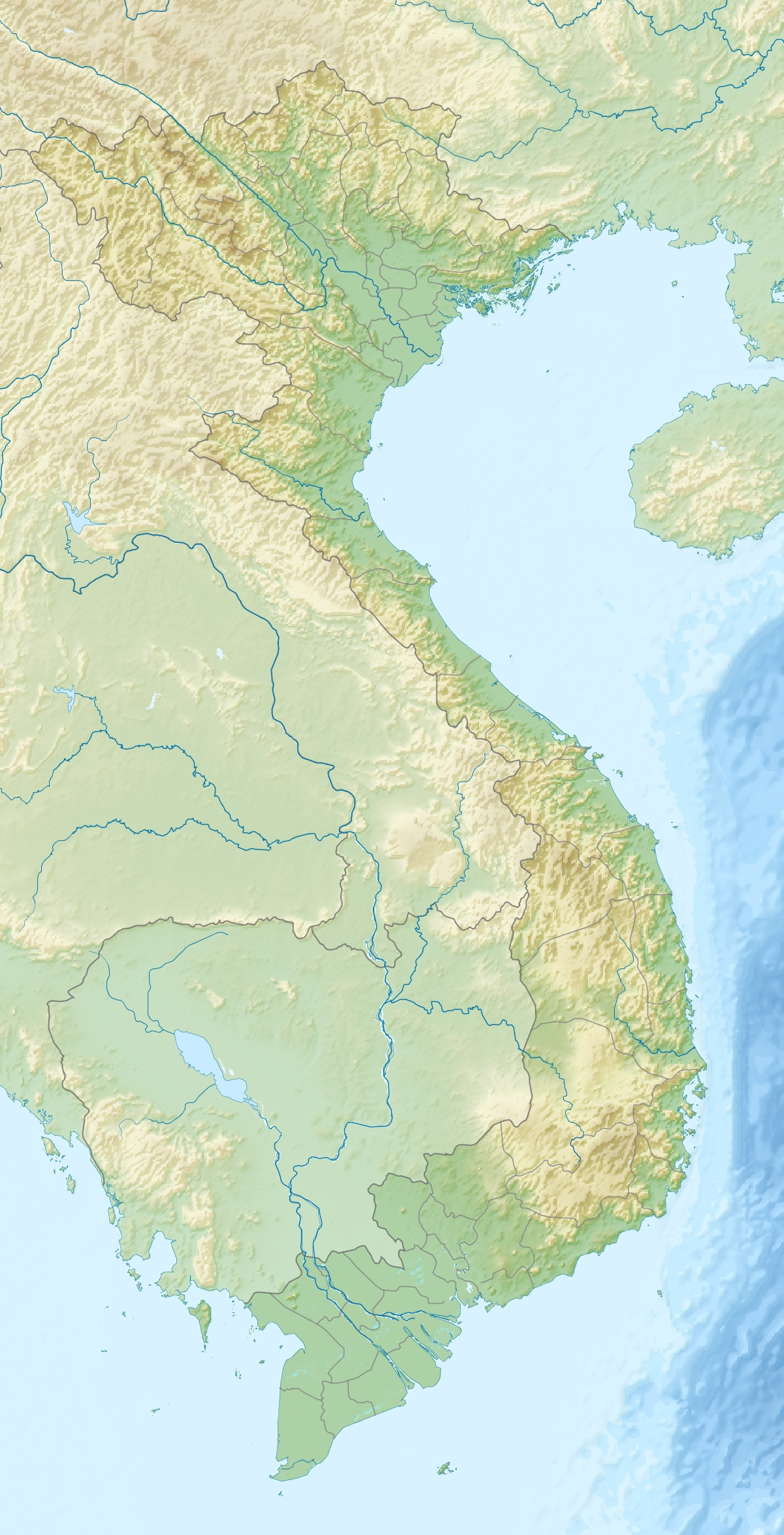
Рельєф В'єтнаму
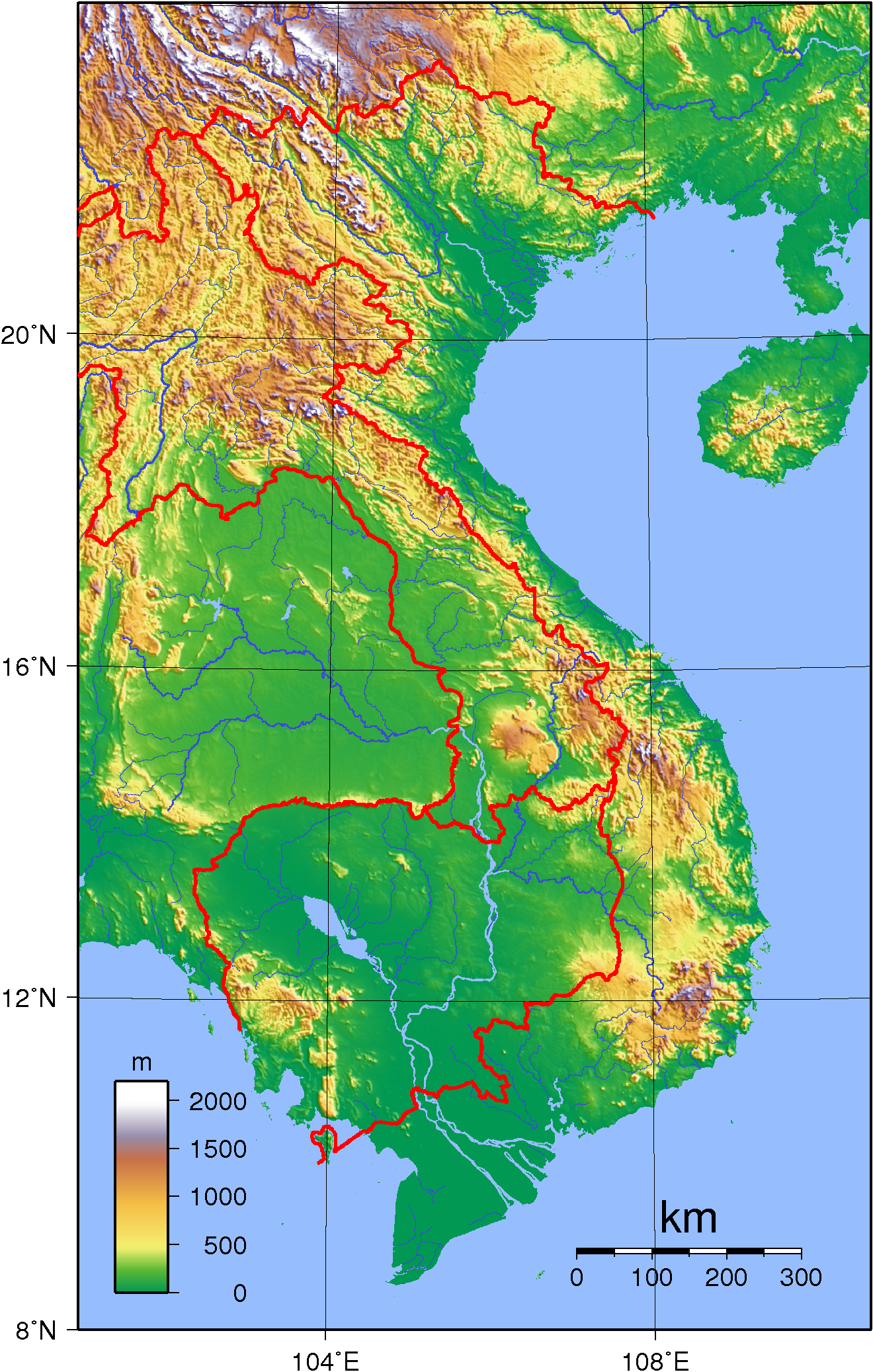
Гіпсометрична карта В'єтнаму
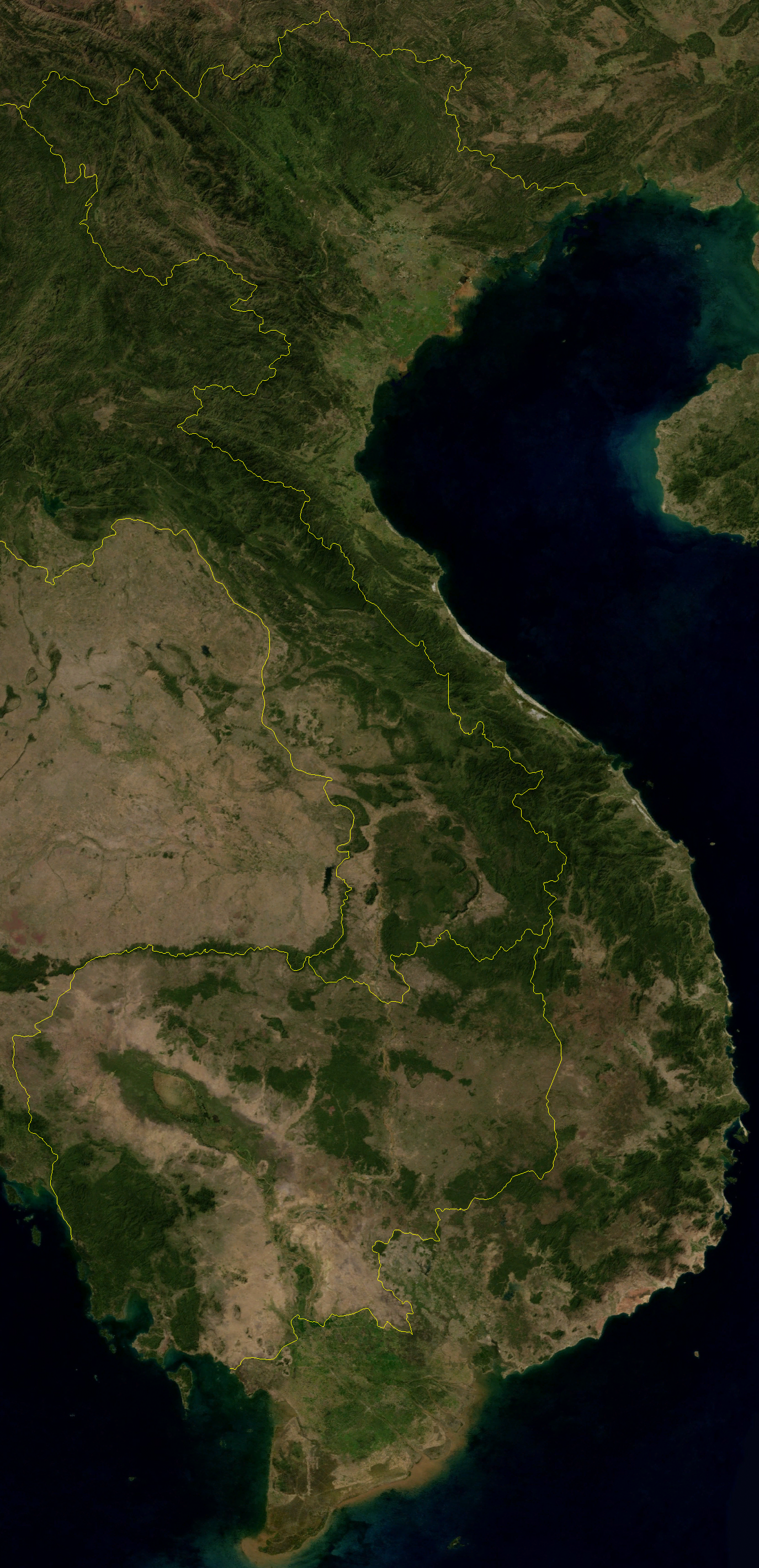
Супутниковий знімок поверхні країни
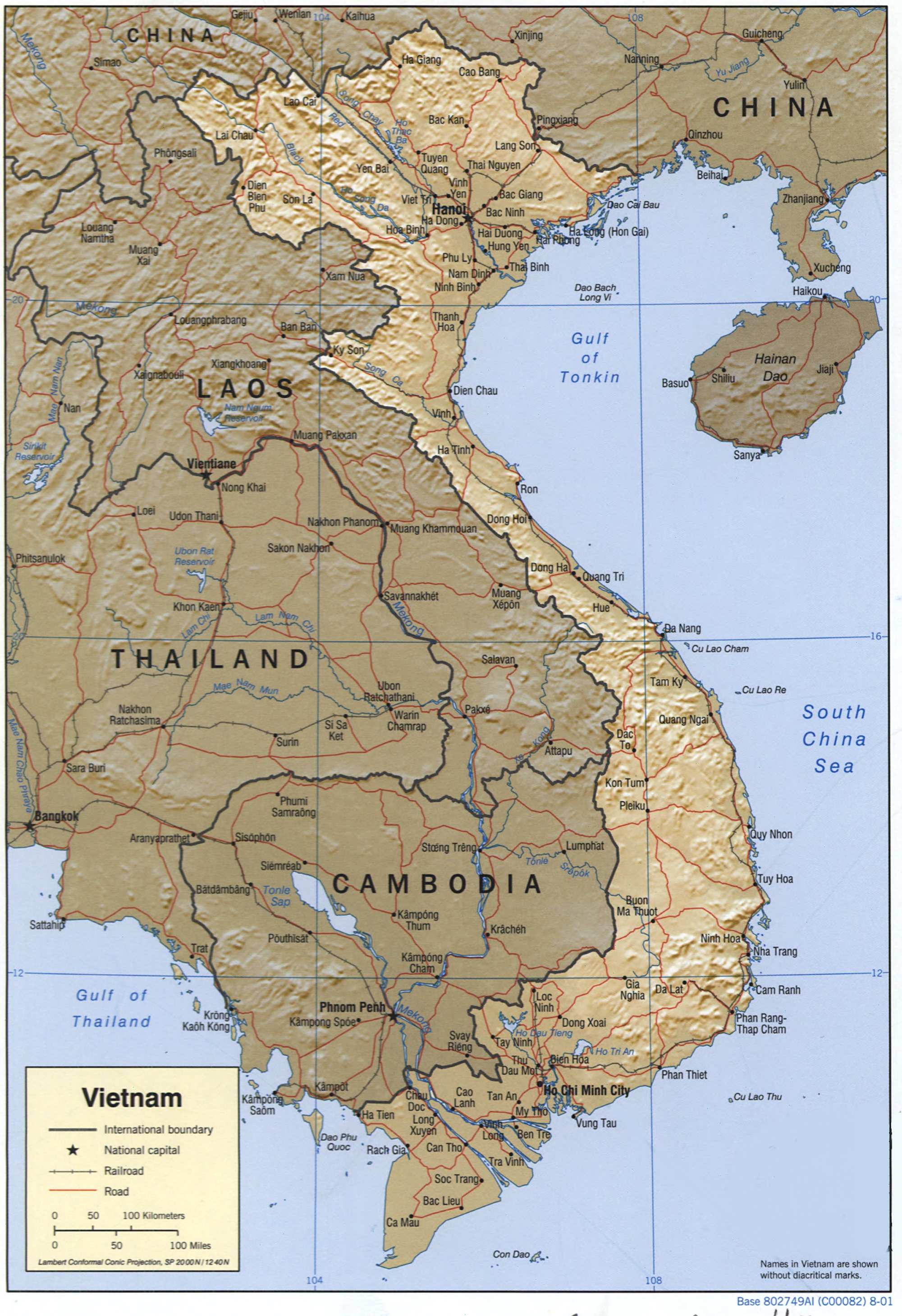
Карта країни (англ.)

Від північного кордону країни в південно-східному напрямі простягся хребет Хоангльєншон (в перекладі «Головна гірська гряда»), який є вододілом річок Хонгха (Червона) і Да. У межах цієї гряди протягом 200 км є декілька піків з відмітками понад 2500 м, в тому числі найвища гора Індокитаю Фаншипан (3143 м). Далі на захід, аж до кордону з Лаосом, простежується серія нижчих паралельних хребтів з вершинами від 1600 до 2100 м. Праві притоки річки Хонгха, що перетинають гори Хоангльєншон, мають вузькі каньйоноподібні долини.
На півдні від 20-й паралелі вздовж кордону з Лаосом і Камбоджею на 1200 км простяглися гори Чионгшон («Довгі гори»), що мають круті східні схили і сходинками знижуються на захід у Лаосі, до долини річки Меконг. Найвища точка — гора Сайлайленг (2711 м) знаходиться на північному заході, на кордоні з Лаосом. Структурно чітко розрізнюються Північний і Південний Чионгшон. Північний Чионгшон являє собою серію гряд, що протяглися під різними кутами у напрямі до узбережжя. Стікаючі з гір річки несуть свої води в південно-східному і східному напрямах. Південний Чионгшон утворює систему хребтів, нагір'їв, плато і долин. На півдню від 15-й паралелі зосереджена група вершин з висотами понад 2000 м. Найвища — гранітний пік Нгоклінь (2598 м). Між 11 і 12° пн. ш. окремі вершини досягають 2100 м. Найбільші плато Південного Чионгшону — Контум, Плейку, Дарлак, Лангбіанг і Зілінь — об'єднують під загальною назвою Тейнгуєн («Західне плато»). Їх середні висоти 500—1000 м. Це плато складене базальтовими лавами, серед яких підносяться живописні конуси згаслих вулканів. Виділяється гора Хамронг («Паща дракона») на плато Плейку. З цього плато беруть початок численні річки, що належать басейну Меконгу або впадають безпосередньо в океан. Деякі хребти Південного Чионгшону підходять близько до узбережжя Південнокитайського моря.

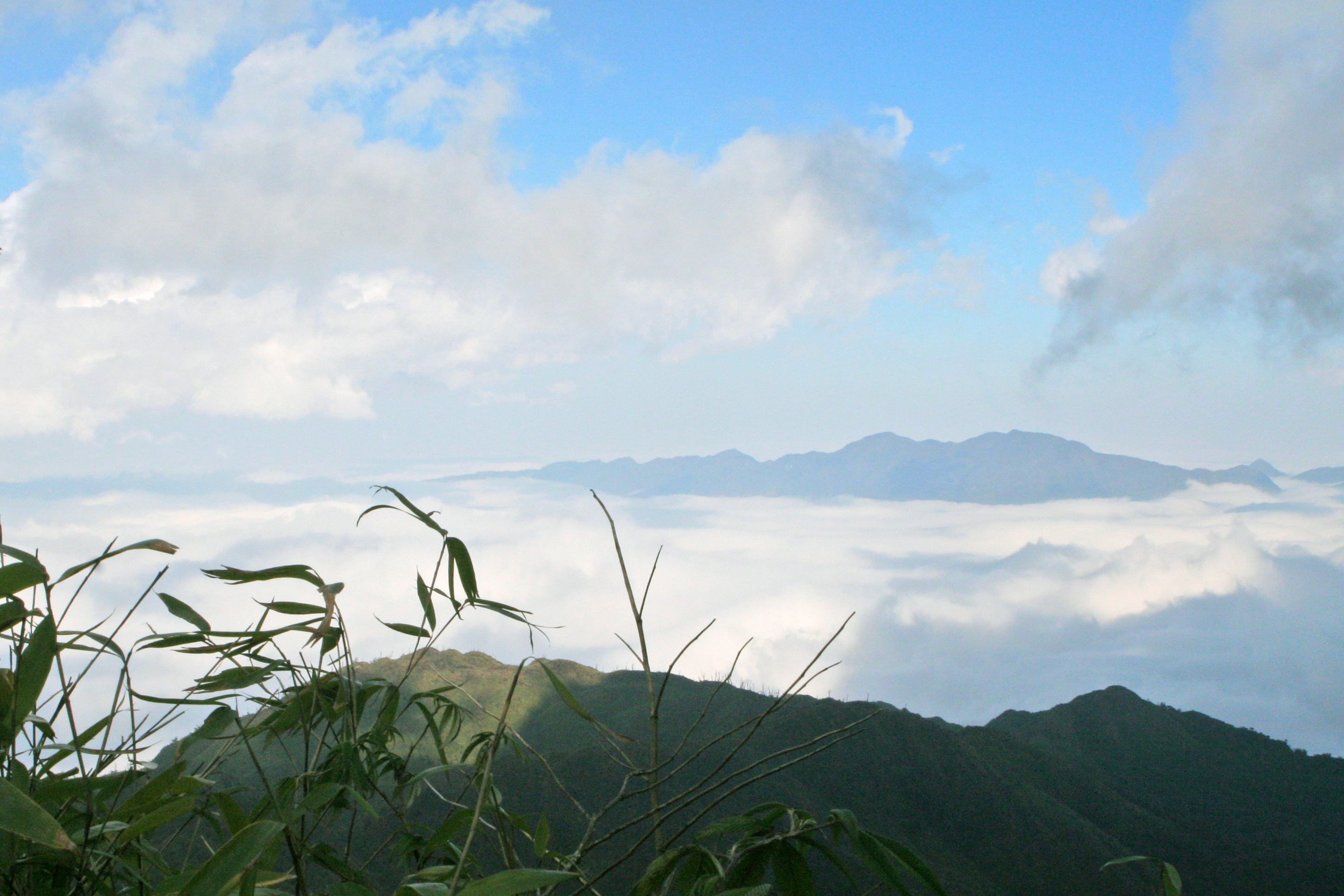
Гора Фаншипан
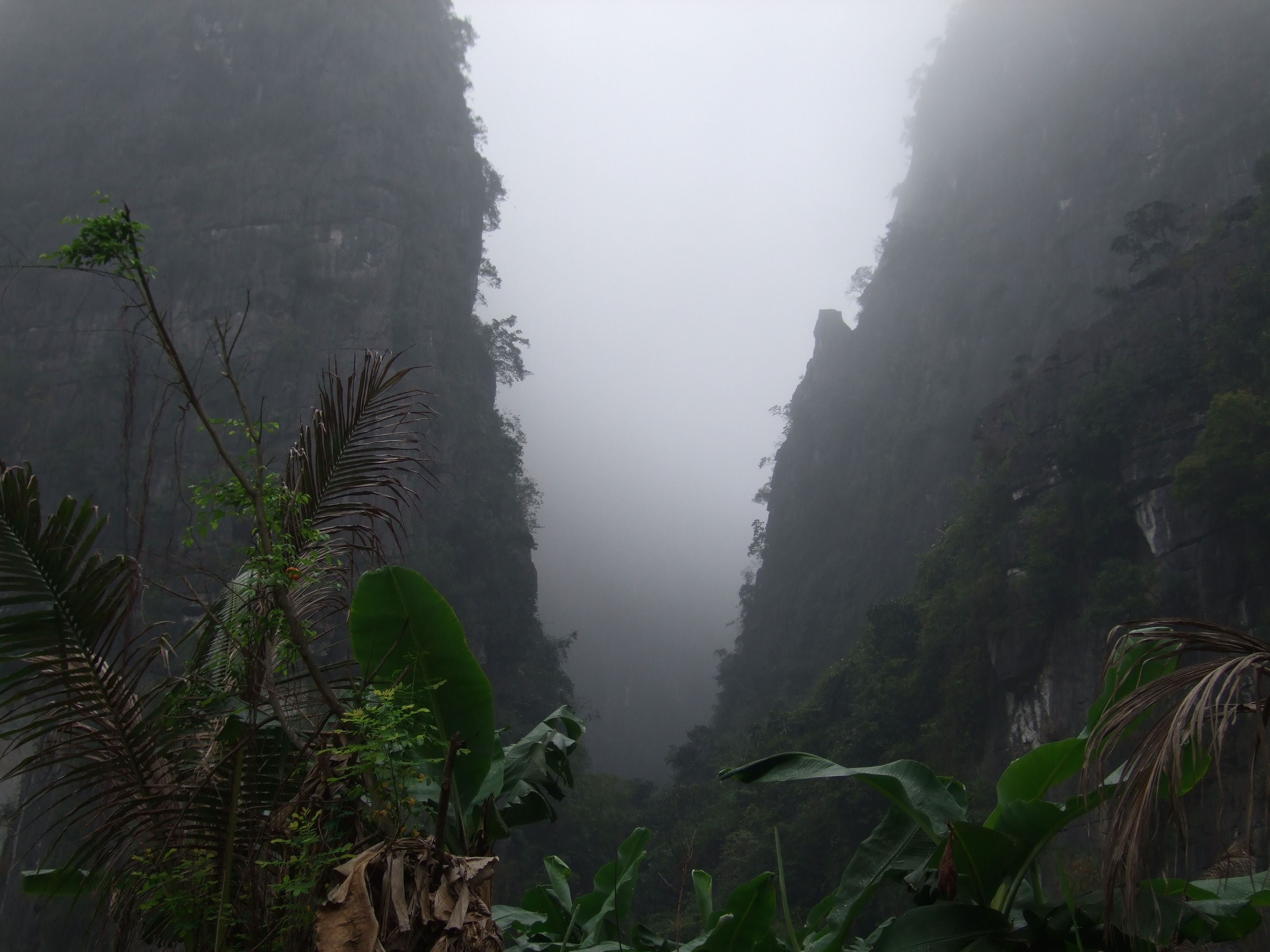
Гірська ущелина на півночі
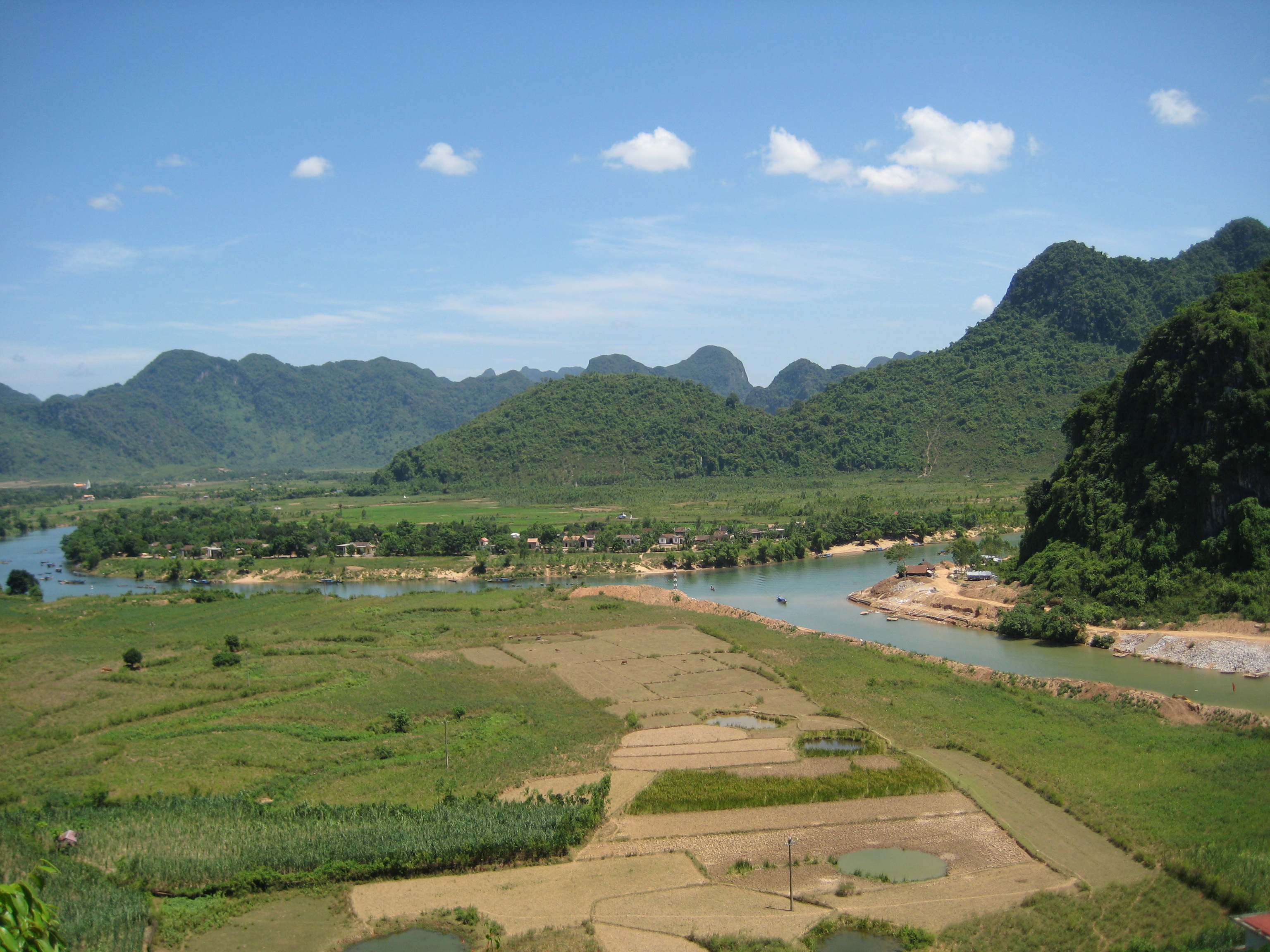
В'єтнамський рівнинний пейзаж
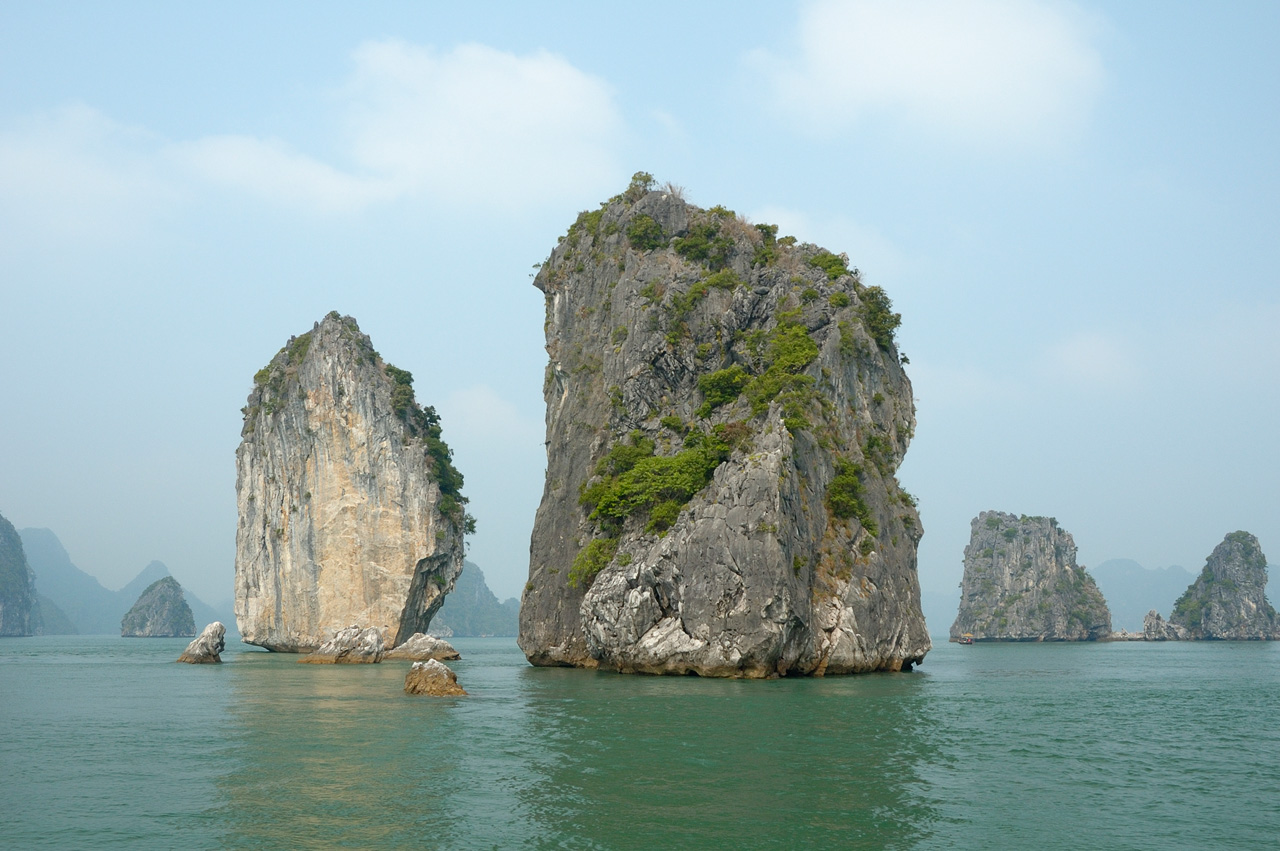
Карстовий рельєф затоки Халонг

Рівнини у В'єтнамі становлять 25 % всієї території, але саме там зосереджена основна господарська діяльність. Найбільші рівнини сформовані дельтами річок Хонгха на півночі і Меконг на півдні. Між ними тягнеться ланцюжок вузьких берегових рівнин і дельт відносно невеликих річок.

### Узбережжя

Вид на в'єтнамський берег

## Клімат
Територія В'єтнаму лежить у субекваторіальному кліматичному поясі. Влітку переважають екваторіальні повітряні маси, взимку — тропічні. Влітку вітри дмуть від, а взимку до екватора. Сезонні амплітуди температури повітря незначні, зимовий період не набагато прохолодніший за літній. Зволоження достатнє, у літньо-осінній період з морів та океанів часто надходять руйнівні тропічні циклони.

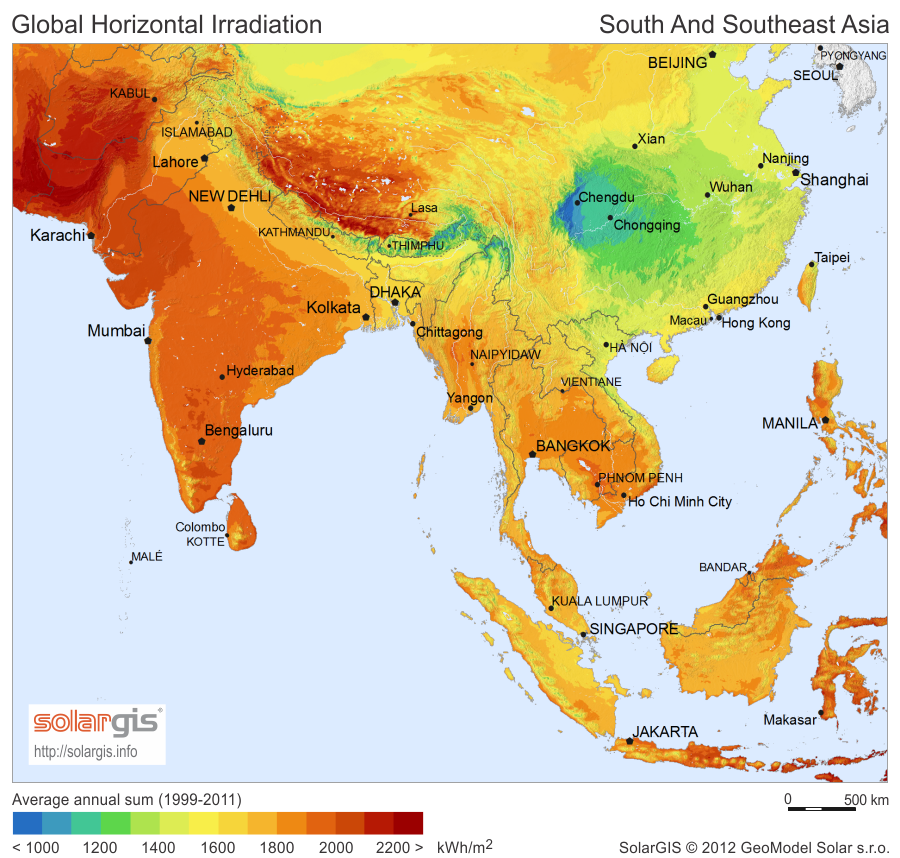
Сонячна радіація (англ.)
Кліматична карта В'єтнаму (за Кеппеном)

В'єтнам є членом Всесвітньої метеорологічної організації (WMO), в країні ведуться систематичні спостереження за погодою.

## Внутрішні води
Загальні запаси відновлюваних водних ресурсів (ґрунтові і поверхневі прісні води) становлять 884,1 км³. Станом на 2012 рік в країні налічувалось 46 тис. км² зрошуваних земель.

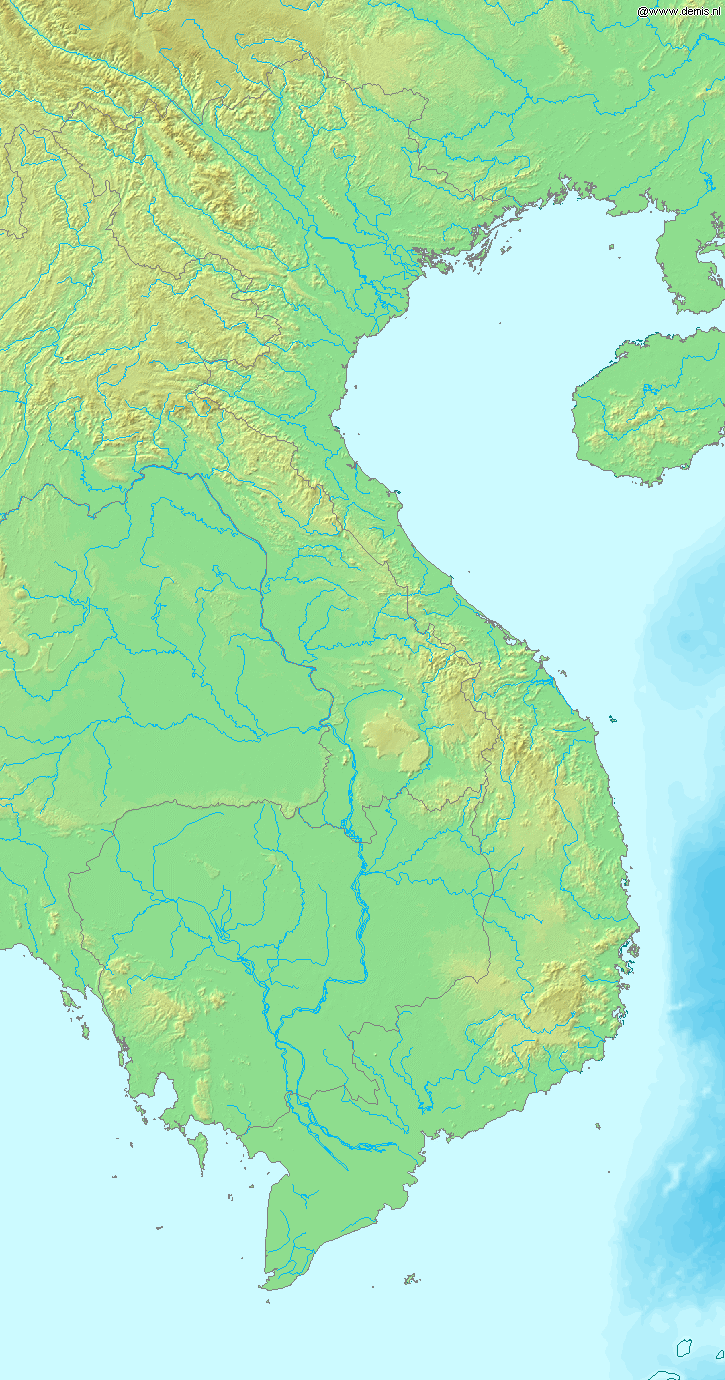
Гідрографічна мережа В'єтнаму
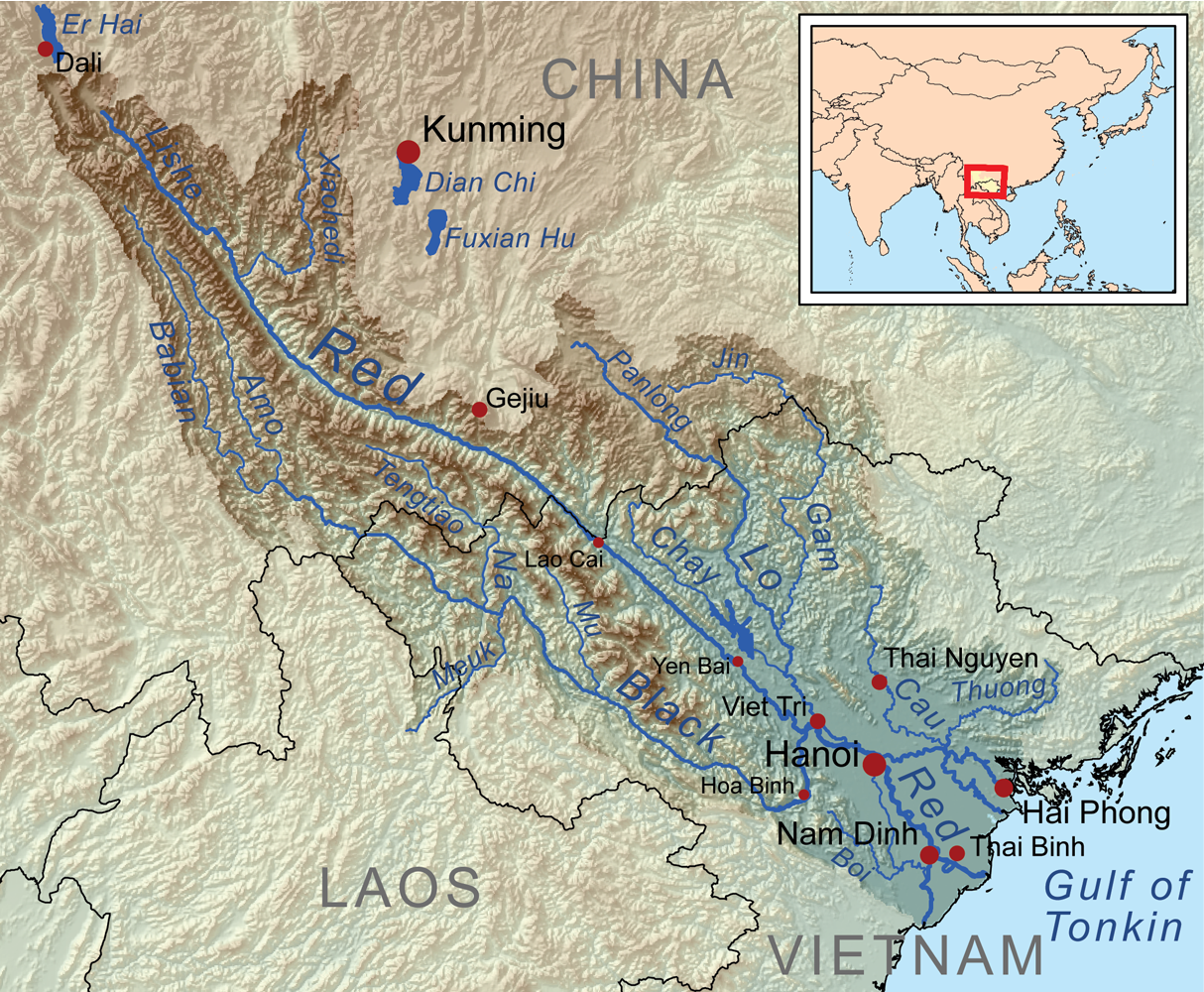
Сточище річки Хонгха
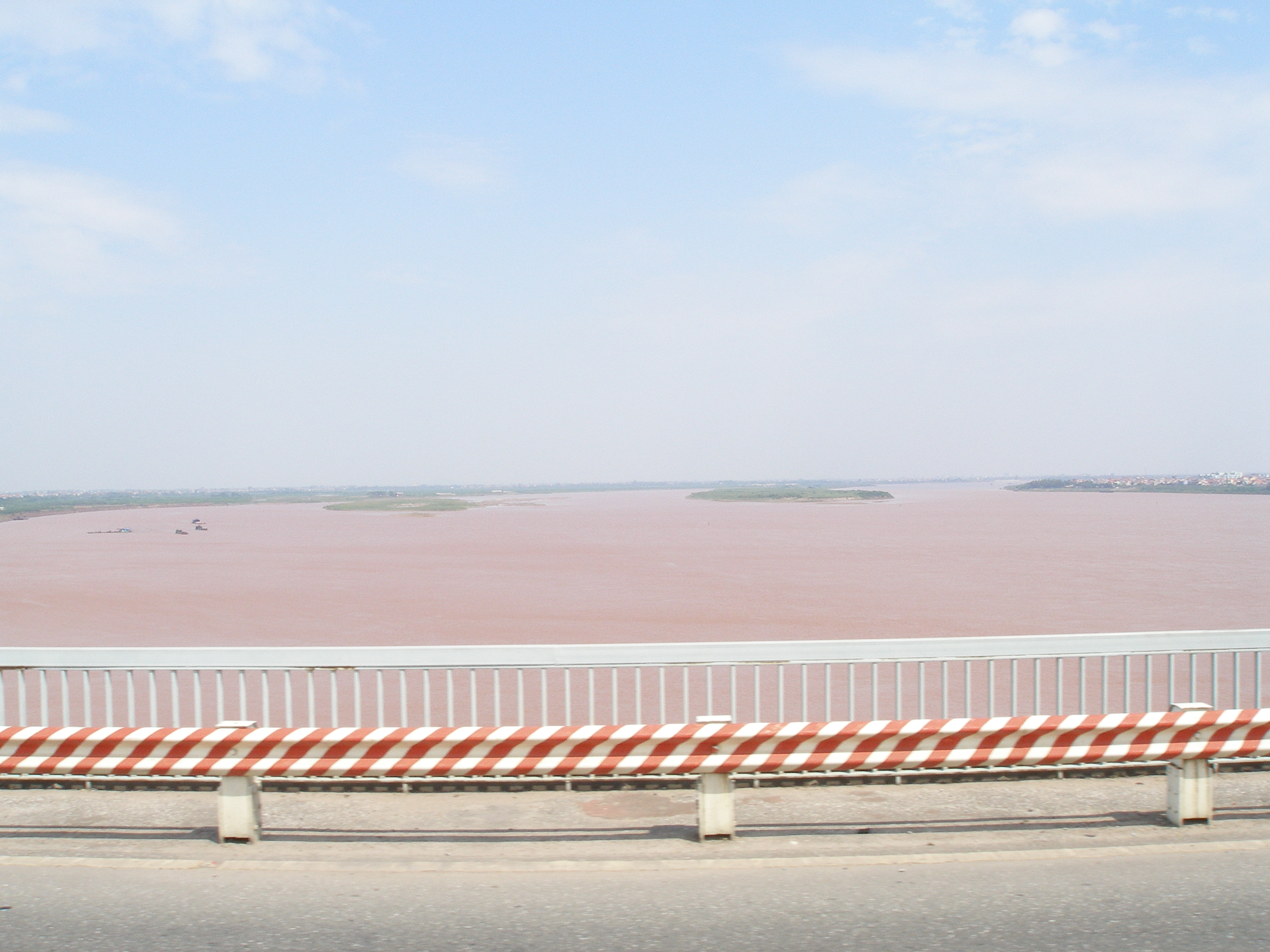
Річка Хонгха (Червона) під час повіді
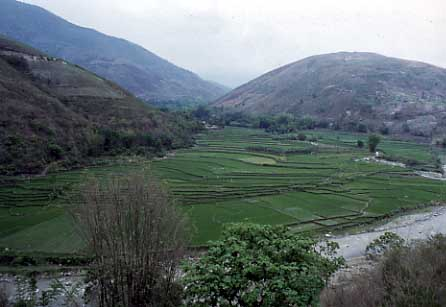
Верхів'я Хонгха

### Річки
Річки країни належать басейну Південнокитайського моря Тихого океану. Загальний об'єм стоку в'єтнамських річок становить 785 км³, понад 76 % припадає на басейни річок Меконг (475 м³) і Хонгха (121 км³). Інші великі річки: Ма, Лам , Тхубон.

## Рослинність
Земельні ресурси В'єтнаму (оцінка 2011 року):
- придатні для сільськогосподарського обробітку землі — 34,8 %,
  - орні землі — 20,6 %,
  - багаторічні насадження — 12,1 %,
  - землі, що постійно використовуються під пасовища — 2,1 %;
- землі, зайняті лісами і чагарниками — 45 %;
- інше — 20,2 %[1].

## Тваринний світ
У зоогеографічному відношенні територія країни відноситься до Індокитайської провінції Індійсько-Індокитайської підобласті Індо-малайської області.

## Охорона природи
В'єтнам є учасником ряду міжнародних угод з охорони навколишнього середовища:
- Конвенції про біологічне різноманіття (CBD),
- Рамкової конвенції ООН про зміну клімату (UNFCCC),
- Кіотського протоколу до Рамкової конвенції,
- Конвенції ООН з боротьби з спустелюванням (UNCCD),
- Конвенції про міжнародну торгівлю видами дикої фауни і флори, що перебувають під загрозою зникнення (CITES),
- Конвенції про заборону військового впливу на природне середовище (ENMOD),
- Базельської конвенції протидії транскордонному переміщенню небезпечних відходів,
- Конвенції з міжнародного морського права,
- Монреальського протоколу з охорони озонового шару,
- Міжнародної конвенції запобігання забрудненню з суден (MARPOL),
- Рамсарської конвенції із захисту водно-болотних угідь[12].

## Стихійні лиха та екологічні проблеми
На території країни спостерігаються небезпечні природні явища і стихійні лиха: нечасті тайфуни з травня по січень, що спричинюють повіді, особливо в дельті Меконгу.

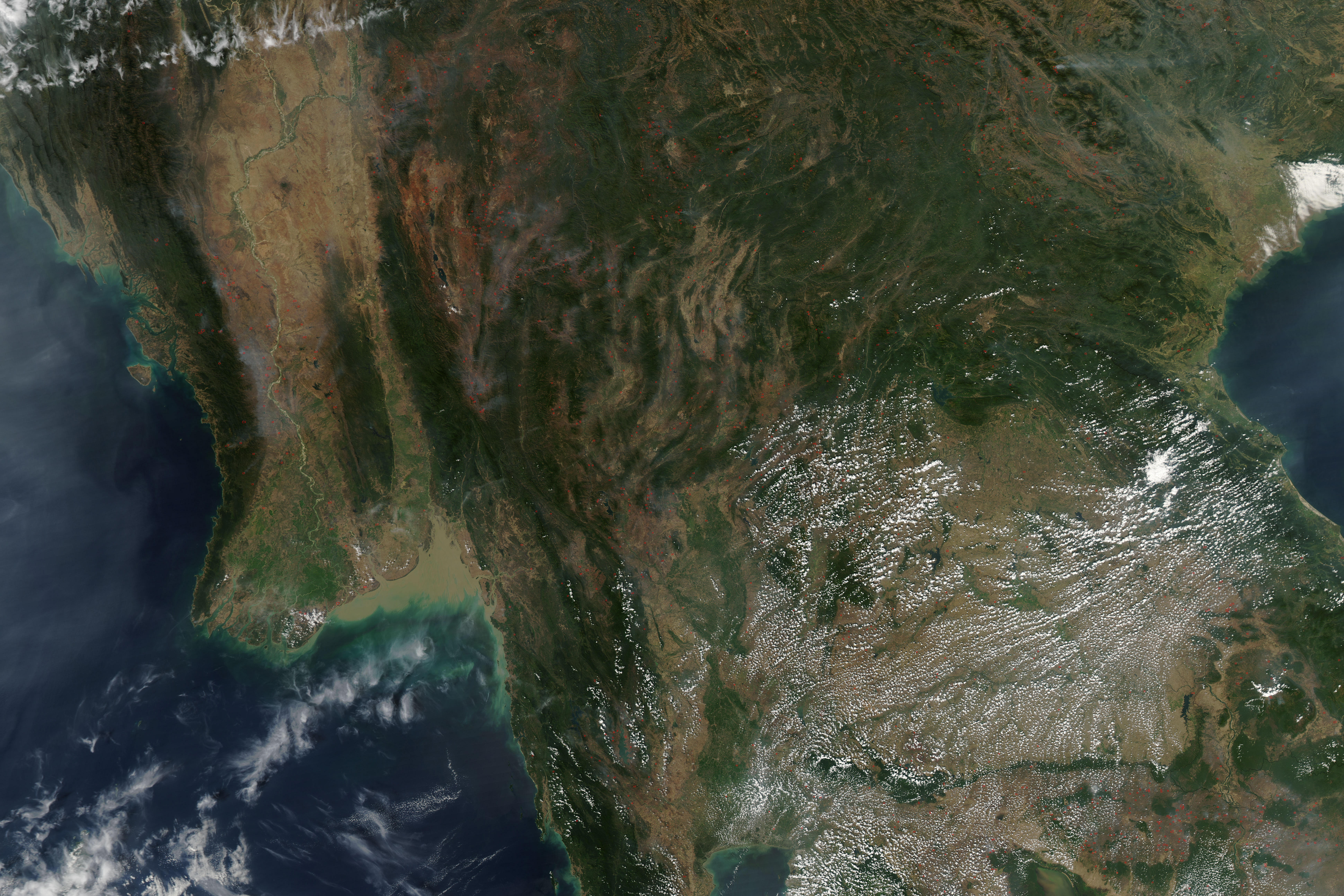
Лісові пожежі в Індокитаї з космосу

Серед екологічних проблем варто відзначити знеліснення і деградацію земель через підсічно-вогневу систему землеробства і неконтрольовані лісозаготівлі;
- забруднення вод і перевилов риби, що загрожують морським екосистемам узбережжя;
- забруднення підземних вод;
- швидку деградацію природних екосистем навколо зростаючих Ханоя і Хошиміна.

## Фізико-географічне районування
У фізико-географічному відношенні територію В'єтнаму можна розділити на _ райони, що відрізняються один від одного рельєфом, кліматом, рослинним покривом: .

### Українською
- Атлас світу / голов. ред. І. С. Руденко ; зав. ред. В. В. Радченко ; відп. ред. О. В. Вакуленко. — К. : ДНВП «Картографія», 2005. — 336 с. — ISBN 9666315467.
- Атлас. 7 клас. Географія материків і океанів / Укладачі О. Я. Скуратович, Н. І. Чанцева. — К. : ДНВП «Картографія», 2014.
- Бєлозоров С. Т. Географія материків. — К. : Вища школа, 1971. — 371 с.
- Барановська О. В. Фізична географія материків і океанів : навч. посіб. для студентів ВНЗ : [у 2 ч.]. — Н. : Ніжинський державний університет ім. Миколи Гоголя, 2013. — 306 с. — ISBN 978-617-527-106-3.
- В'єтнам // Гірничий енциклопедичний словник : [у 3-х тт.] / за ред. В. С. Білецького. — Д. : Східний видавничий дім, 2004. — Т. 3. — 752 с. — ISBN 966-7804-78-X.
- Дубович І. А. Країнознавчий словник-довідник. — 5-те вид., перероб. і доп. — К. : Знання, 2008. — 839 с. — ISBN 978-966-346-330-8.
- Панасенко Б. Д. Фізична географія материків : навч. посіб. : в 2 ч. — В. : ЕкоБізнесЦентр, 1999. — 200 с.
- Фізична географія материків та океанів : підруч. для студ. вищ. навч. закл. : у 2 т / за ред. П. Г. Шищенка. — К. : Видавництво Київського нац. ун-т ім. Т. Шевченка, 2009. — Т. 1. : Азія. — 643 с. — ISBN 978-966-439-257-7.
- Юрківський В. М. Регіональна економічна і соціальна географія. Зарубіжні країни: Підручник. — 2-ге. — К. : Либідь, 2001. — 416 с. — ISBN 966-06-0092-5.

### Англійською
- (англ.) Graham Bateman. The Encyclopedia of World Geography. — Andromeda, 2002. — 288 с. — ISBN 1871869587.

### Російською
- (рос.) Авакян А. Б., Салтанкин В. П., Шарапов В. А. Водохранилища. — М. : Мысль, 1987. — 326 с. — (Природа мира)
- (рос.) Алисов Б. П., Берлин И. А., Михель В. М. Курс климатологии [в 3-х тт.] / под. ред. Е. С. Рубинштейна. — Л. : Гидрометиздат, 1954. — Т. 3. Климаты земного шара. — 320 с.
- (рос.) Апродов В. А. Вулканы. — М. : Мысль, 1982. — 368 с. — (Природа мира)
- (рос.) Апродов В. А. Зоны землетрясений. — М. : Мысль, 2010. — 462 с. — (Природа мира) — ISBN 978-5-244-01122-7.
- (рос.) Букштынов А. Д., Грошев Б. И., Крылов Г. В. Леса. — М. : Мысль, 1981. — 316 с. — (Природа мира)
- (рос.) Власова Т. В. Физическая география материков. С прилегающими частями океанов. Евразия, Северная Америка. — 4-е, перераб. — М. : Просвещение, 1986. — 417 с.
- (рос.) Гвоздецкий Н. А. Карст. — М. : Мысль, 1981. — 214 с. — (Природа мира)
- (рос.) Гвоздецкий Н. А., Голубчиков Ю. Н. Горы. — М. : Мысль, 1987. — 400 с. — (Природа мира)
- (рос.) Географический энциклопедический словарь: географические названия / под. ред. А. Ф. Трёшникова. — 2-е изд., доп. — М. : Советская энциклопедия, 1989. — 585 с. — ISBN 5-85270-057-6.
- (рос.) Исаченко А. Г., Шляпников А. А. Ландшафты. — М. : Мысль, 1989. — 504 с. — (Природа мира) — ISBN 5-244-00177-9.
- (рос.) Каплин П. А., Леонтьев О. К., Лукьянова С. А., Никифоров Л. Г. Берега. — М. : Мысль, 1991. — 480 с. — (Природа мира) — ISBN 5-244-00449-2.
- (рос.) Словарь современных географических названий / под общей редакцией акад. В. М. Котлякова. — Екатеринбург : У-Фактория, 2006.
- (рос.) Литвин В. М., Лымарев В. И. Острова. — М. : Мысль, 2010. — 288 с. — (Природа мира) — ISBN 978-5-244-01129-6.
- (рос.) Лобова Е. В., Хабаров А. В. Почвы. — М. : Мысль, 1983. — 304 с. — (Природа мира)
- (рос.) Максаковский В. П. Географическая картина мира. Книга I: Общая характеристика мира. — М. : Дрофа, 2008. — 495 с. — ISBN 978-5-358-05275-8.
- (рос.) Максаковский В. П. Географическая картина мира. Книга II: Региональная характеристика мира. — М. : Дрофа, 2009. — 480 с. — ISBN 978-5-358-06280-1.
- (рос.) В'єтнам // Поспелов Е. М. Топонимический словарь. — М. : АСТ, 2005. — 229 с. — ISBN 5-17-016407-6.
- (рос.) Пфеффер П. Азия. — М. : Прогресс, 1982. — 316 с. — (Континенты, на которых мы живем)
- (рос.) География / под ред. проф. А. П. Горкина. — М. : Росмэн-Пресс, 2006. — 624 с. — (Современная иллюстрированная энциклопедия) — ISBN 5-353-02443-5.
- (рос.) Физико-географический атлас мира. — М. : Академия наук СССР и Главное управление геодезии и картографии ГУГК СССР, 1964. — 298 с.
- (рос.) Энциклопедия стран мира / глав. ред. Н. А. Симония. — М. : НПО «Экономика» РАН, отделение общественных наук, 2004. — 1319 с. — ISBN 5-282-02318-0.